# Бизовац
Бизовац је насеље и средиште истоимене општине у Републици Хрватској. Смештена је у Осјечко-барањској жупанији.

## Географија
- Површина: 85.65 km²
- Пољопривредна површина: 6.385 ha
- Шумске површине: 1.451 ha
- Насеља: Бизовац, Брођанци, Церовац, Црет Бизовачки, Хабјановци, Новаки Бизовачки, Саматовци, Селци.

Бизовац је смештен 18 милометара западно од Осијека, а девет километара јужно од Валпова на подравском прометном правцу Загреб — Нашице — Осијек, и повезан је са међународним правцима ка средњој Европи и регионалним путевима кроз суседну БиХ, даље према Јадрану и истоку.
Овде се налазе Бизовачке топлице.

## Становништво
На попису становништва 2011. године, општина Бизовац је имала 4.507 становника, од чега у самом Бизовцу 2.043.

## Попис 1991.
На попису становништва 1991. године, насељено место Бизовац је имало 2.235 становника, следећег националног састава:
| Попис 1991.‍   | Попис 1991.‍  | Попис 1991.‍ | Попис 1991.‍ | Попис 1991.‍ |
| ------------- | ------------ | ----------- | ----------- | ----------- |
|               |              |             |             |             |
| Хрвати        | Хрвати       |             | 2.126       | 95,12%      |
| Срби          | Срби         |             | 24          | 1,07%       |
| Југословени   | Југословени  |             | 19          | 0,85%       |
| Албанци       | Албанци      |             | 7           | 0,31%       |
| Мађари        | Мађари       |             | 6           | 0,26%       |
| Црногорци     | Црногорци    |             | 6           | 0,26%       |
| Македонци     | Македонци    |             | 1           | 0,04%       |
| Словенци      | Словенци     |             | 1           | 0,04%       |
| неопредељени  | неопредељени |             | 10          | 0,44%       |
| регион. опр.  | регион. опр. |             | 1           | 0,04%       |
| непознато     | непознато    |             | 34          | 1,52%       |
| укупно: 2.235 |              |             |             |             |